# 一関インターチェンジ
一関インターチェンジ（いちのせきインターチェンジ）は、岩手県一関市赤荻にある、東北自動車道のインターチェンジ。東北自動車道における、岩手県最南端のインターチェンジ。
トンネルや急カーブ（R=600）があるため、このICから、盛岡・八戸・青森方面は前沢SAまで、平常時の最高速度が80km/hに制限される。

## 道路
- E4 東北自動車道（34番）
- 接続する道路：国道342号

## 料金所
- ブース数：5

### 入口
- ブース数：2
  - ETC専用：1
  - 一般：1

### 出口
- ブース数：3
  - ETC専用：1
  - 一般：2

## 周辺
- 栗駒山（須川温泉）
- 厳美渓
- 一関市博物館
- 東北新幹線 一ノ関駅
- イオン一関店
- 国立病院機構岩手病院

## 隣
E4 東北自動車道
(33)若柳金成IC - 金成PA - (34)一関IC - 中尊寺PA上り - (34-1)平泉SIC - 中尊寺PA下り - (35)平泉前沢IC